# 駄田井正
駄田井 正（だたい ただし、1944年1月3日- ）は、日本の経済学者。経済学博士（九州大学・1993年）。久留米大学名誉教授。

## 略歴
大阪府生まれ。1966年大阪府立大学経済学部卒、1971年同大学院経済学研究科博士課程満期退学。
1993年「経済学説史のモデル分析」で九州大学より経済学博士の学位を取得。
1970年久留米大学商学部講師、助教授、教授、経済学部教授、経済学部長。2014年退職、名誉教授。理論経済学・経済学史を専門としていたが、近年はポスト工業社会の観点から地域の振興、中でも地元久留米市を流れる筑後川流域づくりに関心をもち、文化経済学・地域経済学・観光学などに専門を移している。1999年からNPO法人筑後川流域連携倶楽部、2003年からNPO法人九州流域連携会議の理事長をつとめる。

## 著書
- 『経済学説史のモデル分析』九州大学出版会 経済工学シリーズ 1989
- A Framework of Economic Models in the Medium-run : Toward a Non-mechanical Model with Innovation 九州大学出版会、c1997.

### 共編著
- 『貨幣,物流および価格の経済法則』沢富彦共著 日刊工業新聞社 1976
- 『マクロ経済学講義』共著 晃洋書房 1985
- 『マクロ経済学』内山隆夫,伊原豊実,筒井修二共著 晃洋書房 1987
- 『くらしの経済と福祉』纐纈教三共編 九州大学出版会 久留米大学公開講座 1990
- 『マクロ経済学の基本』内山隆夫,伊原豊実, 筒井修二、大水善寛共著 晃洋書房 1992
- 『九州独立も夢ではない ポスト近代の国づくり』編著 同文舘出版 1999
- 『地域経済の視点 筑後川流域圏の経済社会と住民生活』鶴田善彦,浅見良露共編 九州大学出版会 1999
- 『現代マクロ経済学』大住圭介,薮田雅弘共編著 勁草書房 現代経済学のコア 2000
- 『21世紀の観光とアジア・九州』編著 九州大学出版会 アジア太平洋センター研究叢書 2001
- 『グリーンツーリズム 文化経済学からのアプローチ』西川芳昭共編著 創成社 2003
- 『東アジアにおける少子高齢化と持続可能な発展 日中韓3国の比較研究』原田康平,王橋共編 新評論 久留米大学経済叢書 2010
- 『文化の時代の経済学入門 21世紀は文化が経済をリードする』浦川康弘共著 新評論 2011
- 『文化経済学と地域創造 環境・経済・文化の統合』藤田八暉共編著 新評論 久留米大学経済叢書 2014

### 翻訳
- ハンス・ブレムス『経済学の歴史1630-1980 人物・理論・時代背景』大水善寛,長島正治,矢野生子, 伊原豊実,鈴木康夫,松尾匡共訳 多賀出版 1996

## 論文
- ＜駄田井正